# Mabo (Sénégal)
Pour les articles homonymes, voir Mabo.
Mabo est une localité du Sénégal, située dans le département de Birkelane et la région de Kaffrine.
C'est le chef-lieu de l'arrondissement de Mabo depuis la création de celui-ci par un décret du 10 juillet 2008.